# Киназы семейства Tec
Киназы семейства Tec (англ. Tec family kinases, TFKs) — второе по численности семейство цитоплазматических тирозинкиназ млекопитающих.  В состав семейства входят пять протеинкиназ: Tec (англ. tyrosine kinase expressed in hepatocellular carcinoma), тирозинкиназа Брутона (Btk), Itk (англ. interleukin 2-inducible T-cell kinase), Bmx (англ. bone marrow tyrosine kinase gene in chromosome X protein) и Rlk/Txk (англ. resting lymphocyte kinase). Большинство киназ этого семейства синтезируются в клетках костномозгового происхождения, за исключением Bmx, которая локализуется главным образом в эндотелиальных клетках. Киназы Tec-семейства играют важную роль в дифференцировке гематопоэтических клеток, воспалении и деструкции кости. Функции отдельных киназ этого семейства, предположительно, могут перекрываться.